# NGC 3959
NGC 3959 ist eine Balken-Spiralgalaxie vom Hubble-Typ SBa im Sternbild Becher südlich der Ekliptik. Sie ist schätzungsweise 250 Millionen Lichtjahre von der Milchstraße entfernt und hat einen Durchmesser von etwa 80.000 Lichtjahren.
Im selben Himmelsareal befinden sich u. a. die Galaxien NGC 3967 und IC 747.
Das Objekt wurde  am 19. Mai 1881 von Ernst Wilhelm Leberecht Tempel entdeckt.